# Estatísticas das circunscrições eclesiásticas portuguesas
| Diocese/Arquidiocese      | Ano  | População | Católicos | % Católicos |
| ------------------------- | ---- | --------- | --------- | ----------- |
| Angra                     | 2010 | 269313    | 251871    | 93,52%      |
| Aveiro                    | 2011 | 309000    | 270000    | 87,37%      |
| Beja                      | 2011 | 211465    | 175465    | 82,98%      |
| Braga                     | 2011 | 925000    | 835000    | 90,27%      |
| Bragança-Miranda          | 2011 | 136459    | 133249    | 97,65%      |
| Coimbra                   | 2012 | 549000    | 500000    | 91,07%      |
| Évora                     | 2006 | 290000    | 245900    | 84,79%      |
| Faro                      | 2011 | 450000    | 380000    | 84,44%      |
| Funchal                   | 2011 | 280000    | 260000    | 92,86%      |
| Guarda                    | 2011 | 240000    | 235000    | 97,92%      |
| Lamego                    | 2009 | 160000    | 157000    | 98,13%      |
| Leiria-Fátima             | 2012 | 296362    | 272162    | 91,83%      |
| Lisboa                    | 2011 | 2235000   | 1869000   | 83,62%      |
| Portalegre-Castelo Branco | 2010 | 236205    | 232587    | 98,47%      |
| Porto                     | 2004 | 2064813   | 1869826   | 90,56%      |
| Santarém                  | 2011 | 250000    | 200000    | 80,00%      |
| Setúbal                   | 2011 | 779373    | 545561    | 70,00%      |
| Viana do Castelo          | 2011 | 246774    | 224888    | 91,13%      |
| Vila Real                 | 2011 | 206671    | 202991    | 98,22%      |
| Viseu                     | 2011 | 260356    | 239906    | 92,15%      |

Dados de: Catholic Hierarchy e Anuário Católico online